# Ophiuroidea
Gli Ophiuroidea Gray, 1840 (volgarmente chiamate stelle serpentine) sono una classe appartenente al phylum Echinodermata; presenta molte somiglianze con la classe Asteroidea (le stelle marine).
Rispetto alle stelle marine gli ofiuroidei presentano un disco centrale maggiormente riconoscibile e le punte della stella sono utilizzate per il movimento. Gli ophiuroidei presentano una grande capacità rigenerativa, basta infatti un quinto del disco centrale per rigenerare tutto l'animale.

## Tassonomia

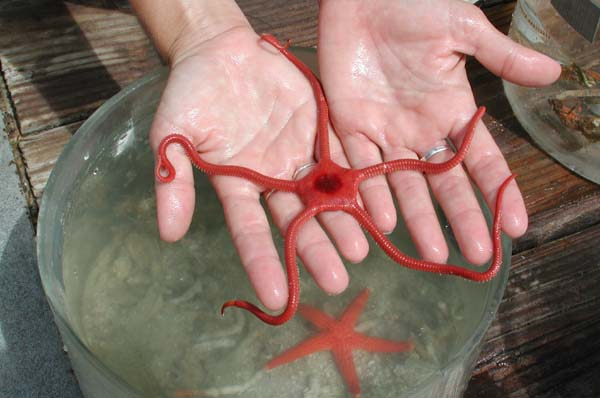
Stella serpentina nelle mani; stella marina sullo sfondo.

- Ordine Oegophiurida Matsumoto, 1915[1]
  - Sottordine Zeugophiurina
    - Famiglia Ophiocanopidae
- Ordine Ophiurida Müller & Troschel, 1840[2]
  - Sottordine Chilophiurina Matsumoto, 1915
    - Famiglia Ophiocomidae Ljungman, 1867
    - Famiglia Ophiodermatidae Ljungman, 1867
    - Famiglia Ophioleucidae
    - Famiglia Ophionereididae Ljungman, 1867
    - Famiglia Ophiuridae Lyman, 1865

  - Sottordine Gnathophiurina Matsumoto, 1915
    - Famiglia Amphilepididae Matsumoto, 1915
    - Famiglia Amphiuridae Ljungman, 1867
    - Famiglia Ophiactidae Matsumoto, 1915
    - Famiglia Ophiothricidae Ljungman, 1866

  - Sottordine Laemophiurina Matsumoto, 1915
    - Famiglia Hemieuryalidae
    - Famiglia Ophiacanthidae Perrier, 1891
- Ordine Phrynophiurida Matsumoto, 1915[3]
  - Sottordine Ophiomyxina Fell, 1962
    - Famiglia Ophiomyxidae Ljungman, 1866

  - Sottordine Euryalina Lamarck, 1816[4][5]
    - Famiglia Asteronychidae Müller & Troschel, 1842
    - Famiglia Asteroschematidae Verrill, 1899
    - Famiglia Euryalidae
    - Famiglia Gorgonocephalidae Ljungman, 1867[4]

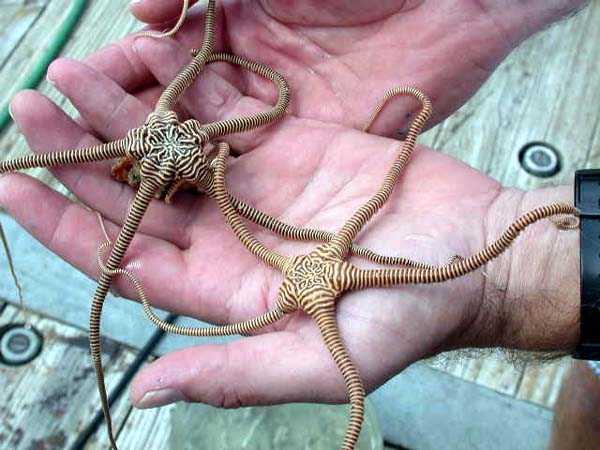